# 沃尔费恩
沃尔费恩是奥地利上奥地利州施泰尔兰县的一个市镇。总面积32平方公里，总人口2897人，人口密度90.5人/平方公里（2005年）。